# 55 Cancri f
Harriot
«  Harriot (planète) » redirige ici. Pour les autres significations, voir Harriot.
55 Cancri f ou Harriot (également appelée Rho1 Cancri f, ou HD 75732 f) est une exoplanète orbitant autour de l'étoile 55 Cancri. Sa période de révolution est de 206 jours. C'est la quatrième planète connue par distance croissante avec l'étoile ; orbitant à 0,78 UA de 55 Cancri, elle gravite sur une orbite semblable à celle de Vénus. 55 Cancri f possède une masse équivalente à la moitié de celle de Saturne, soit 46 fois la masse de la Terre.

## Découverte
La première présentation de cette planète a été communiquée lors d'une réunion de l'American Astronomical Society en avril 2005. Cependant, il faudra encore deux ans et demi avant que la découverte ne soit publiée dans une revue à comité de lecture. Contrairement à la majorité des exoplanètes connues, 55 Cancri f a été découverte en retraitant des données déjà publiées sur 55 Cancri et en analysant ses variations de vitesse radiale.

## Désignation
55 Cancri f a été sélectionnée par l'Union astronomique internationale (IAU) pour la procédure NameExoWorlds, consultation publique préalable au choix de la désignation définitive de 305 exoplanètes découvertes avant le 31 décembre 2008 et réparties entre 260 systèmes planétaires hébergeant d'une à cinq planètes. La procédure, qui a débuté en juillet 2014, s'achèvera en août 2015, par l'annonce des résultats, lors d'une cérémonie publique, dans le cadre de la XIXe Assemblée générale de l'IAU qui se tiendra à Honolulu (Hawaï).

## Caractéristiques

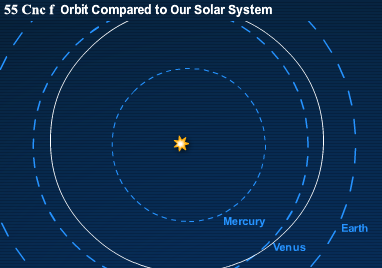
Orbite de 55 cancri f comparée à celle de Vénus dans notre Système solaire.

Cette planète n'ayant été détectée que par une méthode indirecte, à travers son influence gravitationnelle sur 55 Cancri A, certaines propriétés telles que sa composition atmosphérique, son rayon ou sa température sont incertaines, voire inconnues.
Avec une masse semblable à celle de Saturne, il est probable que 55 Cancri f soit une géante gazeuse dépourvue de surface solide.

Dans la mesure où elle orbite dans la zone habitable de 55 Cancri A, de l'eau à l'état liquide pourrait exister à la surface d'un ou plusieurs de ses éventuels satellites naturels.

## Le système de 55 Cancri
| Planète  | Masse (MJ)    | Demi-grand axe (UA) | Période orbitale (d) | Excentricité  |
| -------- | ------------- | ------------------- | -------------------- | ------------- |
| 55 Cnc e | 0,027         | 0,016               | 0,74                 | 0,17 ± 0,04   |
| 55 Cnc b | ≥ 0,83        | 0,11                | 14,65                | 0,010 ± 0,003 |
| 55 Cnc c | ≥ 0,17        | 0,24                | 44,36                | 0,005 ± 0,003 |
| 55 Cnc f | ≥ 0,16        | 0,78                | 259,8 ± 0,5          | 0,30 ± 0,05   |
| 55 Cnc d | ≥ 3,82 ± 0,04 | 5,74 ± 0,04         | 5 169 ± 53           | 0,014 ± 0,009 |